# عمارنه
 عمارنه  (در عربی:  العَمَارنه )
نام روستایی است در دهستان العَمّاریَه از توابع استان ذَمار در کشور یمن در شبه جزیره عربستان.

## جمعیت
جمعیت آن (۹۰ ) نفر (۹ خانوار) می‌باشد.